# Конфедерація (Річ Посполита)

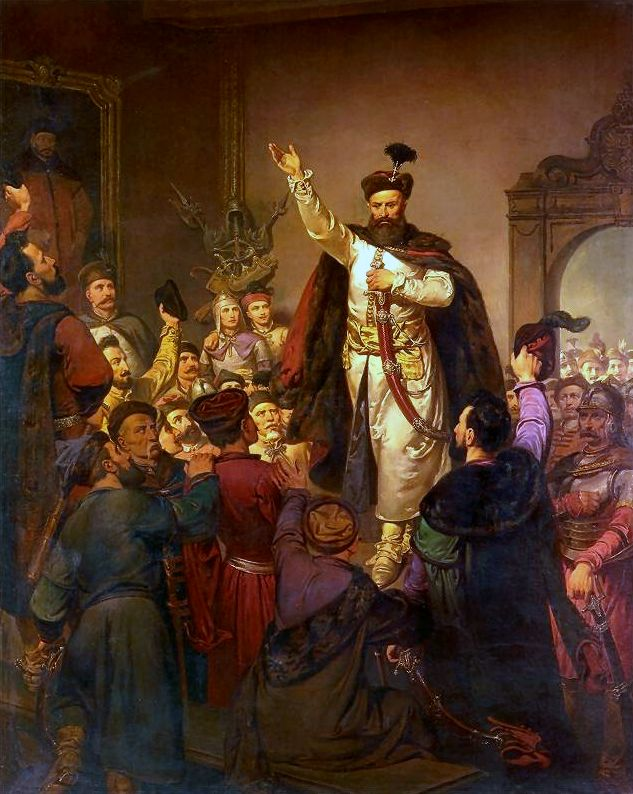
Створення Тишовецької конфедерації (1655). Художник Валері Еляш-Радзіковські

Конфедерація (пол. Konfederacja) — тимчасовий політичний союз шляхти, міщан, духовенства на території Речі Посполитої в XVI — XVIII ст.

## Опис
У період безкоролів'я після смерті Сигізмунда Августа II (1572) і в наступних випадках міжкоролів'я конфедерація складалася на конвокаційному сеймі, який оголошував себе генеральною, або каптуровою, конфедерацією, тобто верховним органом влади. Складалася з Маршалка (голови) Конфередації та консулів (радників) Конфедерації.
З початку XVII століття під назвою «генеральна конфедерація» все частіше виступали загальнодержавні політичні союзи шляхти, створені з метою захисту її інтересів (були також місцеві, воєводські). Іноді конфедерація перетворювалася в рокош (повстання шляхти проти короля).
Зазвичай конфедерації називалися за місцем підписання акта конфедерації. Найбільш відомі:
- Варшавська конфедерація (1573)
- Тишовецька конфедерація (1655), утворена для боротьби зі шведськими загарбниками в Тишовцях,
- Варшавська конфедерація (лютий 1704)
- Сандомирська конфедерація (1704)
- Барська конфедерація (1768), спрямована проти короля Станіслава Августа Понятовського і його проросійської політики,
- Тарговицька конфедерація (1792), об'єднання проти прийняття конституції Речі Посполитої у 1791 році.
- Генеральна конфедерація Королівства Польського (1812), остання конфедерація.